# Proxima Centauri

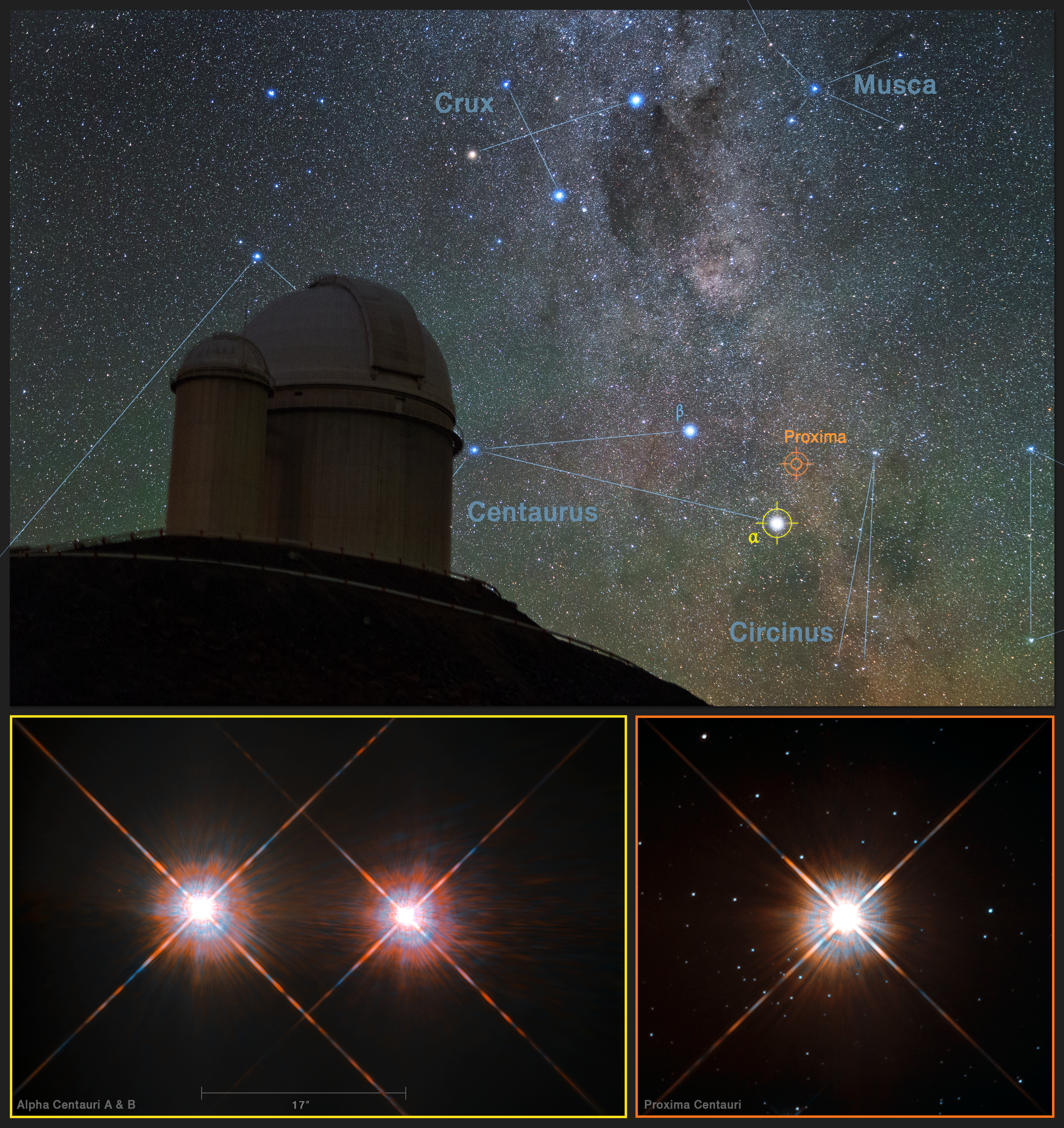
Pozycja gwiazdy Proxima Centauri na niebie południowym

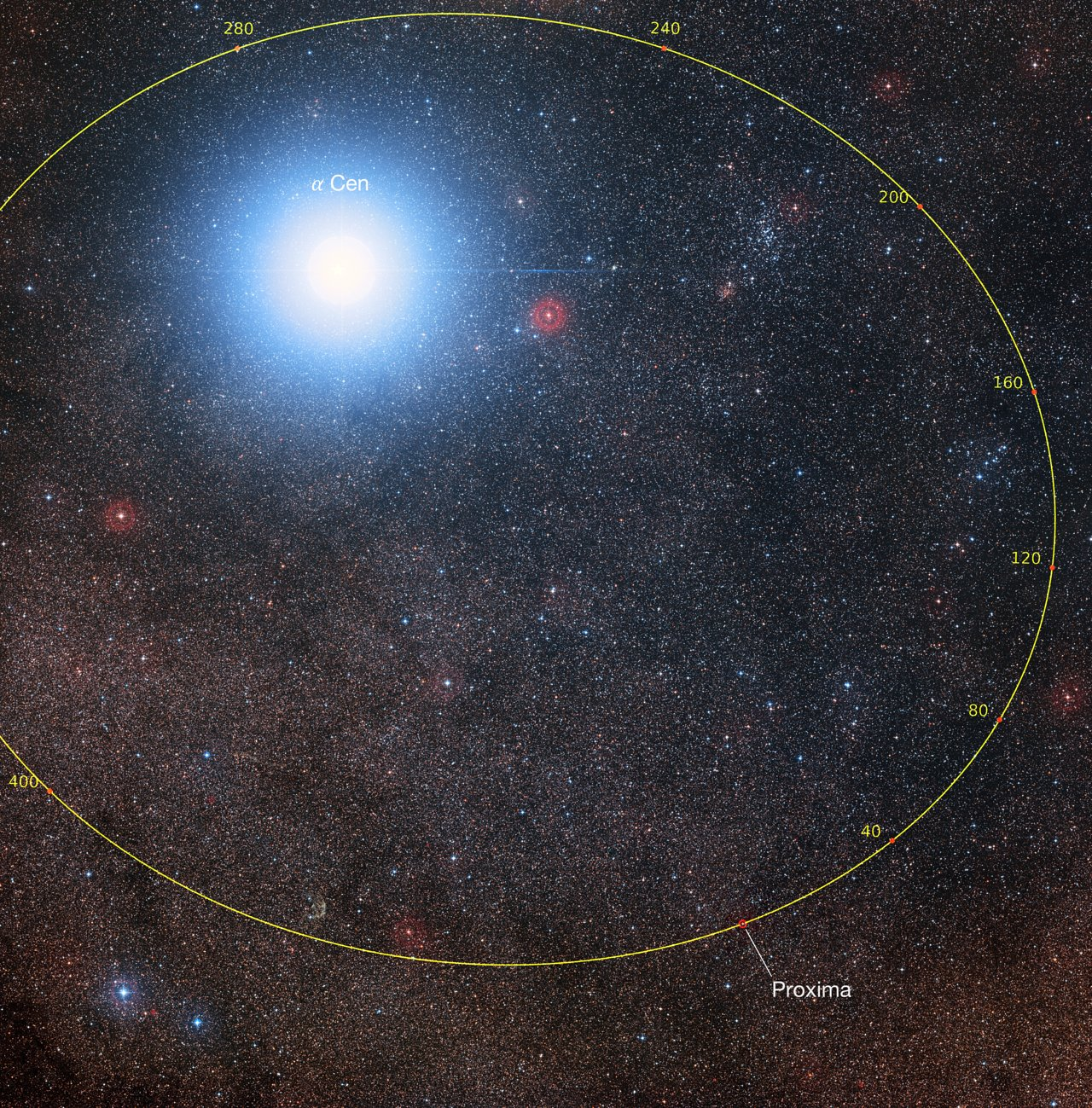
Orbita Proxima Centauri na niebie południowym

Proxima Centauri (łac. proxima – najbliższa) – gwiazda typu czerwony karzeł, znajdująca się około 4,24 lat świetlnych (40 bilionów km) od Ziemi, w gwiazdozbiorze Centaura. Została odkryta w 1915 przez Roberta Innesa. Jest najbliższą Słońca gwiazdą, jednak jej blask jest zbyt słaby, aby można ją było dostrzec gołym okiem. Znajduje się w odległości ok. 0,205 roku świetlnego (13 000 au) od układu podwójnego Alfa Centauri i najprawdopodobniej stanowi razem z nim układ potrójny, mając okres orbitalny wynoszący 550 000 lat.
Dzięki niewielkiej odległości tej gwiazdy od Ziemi udało się bezpośrednio zmierzyć jej rozmiar kątowy i na tej podstawie określić jej średnicę na około 1/7 średnicy Słońca. Ponieważ jej masa wynosi około 1/8 masy Słońca, jej średnia gęstość jest około 40 razy większa niż gęstość Słońca. Proxima Centauri jest gwiazdą rozbłyskową i choć jej średnia jasność jest bardzo niewielka, może się gwałtownie zwiększać w wyniku aktywności magnetycznej. Pole magnetyczne tej gwiazdy powstaje w wyniku konwekcji w obrębie gwiazdy, a wywoływane przez nie rozbłyski w zakresie promieniowania rentgenowskiego dorównują jasnością tym wytwarzanym przez Słońce. Dzięki niewielkiej emisji energii i konwekcyjnemu mieszaniu paliwa jądrowego w całej swej objętości, Proxima Centauri może pozostać w ciągu głównym przez następne 4 biliony lat, czyli prawie 300 razy dłużej niż obecny wiek Wszechświata.
Dokładne pomiary prędkości radialnej pozwoliły na wykrycie w 2016 roku planety typu ziemskiego o nazwie Proxima Centauri b, krążącej w ekosferze wokół Proximy. Bardzo prawdopodobne jest istnienie mniejszej planety (Proxima Centauri d) na bardzo bliskiej orbicie, możliwe jest też istnienie planety Proxima Centauri c na dalszej orbicie. Obserwacje przy użyciu dokładniejszych urządzeń pomiarowych, takich jak Teleskop Kosmiczny Jamesa Webba, zapewne pozwolą na scharakteryzowanie tych planet. Ponieważ Proxima Centauri jest czerwonym karłem i gwiazdą rozbłyskową, kwestia możliwości istnienia życia na planecie krążącej wokół niej jest dyskusyjna. Niezależnie od tego z powodu swojej bliskości była ona proponowana jako cel lotu międzygwiezdnego.

## Obserwacje
W 1915 Robert Innes, kierownik Union Observatory w Johannesburgu, odkrył gwiazdę o takim samym ruchu własnym jak Alfa Centauri. Zaproponował dla niej nazwę Proxima Centauri. W 1917, korzystając z teleskopu w South African Astronomical Observatory na Przylądku Dobrej Nadziei, holenderski astronom Joan Voûte zmierzył paralaksę tej gwiazdy i potwierdził, że znajduje się ona w tej samej odległości co Alfa Centauri. Potwierdził też, że jasność absolutna tej gwiazdy jest najmniejsza ze wszystkich dotychczas znanych. Dokładniejsze pomiary paralaksy Proximy Centauri, przeprowadzone przez amerykańskiego astronoma Harolda Lee Aldena w 1928, ustaliły ją na 0,783 ± 0,005″.
W 1951 amerykański astronom Harlow Shapley odkrył, że Proxima Centauri jest gwiazdą rozbłyskową. Badania jej fotografii pokazały, że na około 8% z nich można zaobserwować widoczne zmiany jej jasności, co oznaczało, że była najaktywniejszą dotychczas znaną taką gwiazdą. Dzięki niewielkiej odległości możliwe było przeprowadzenie dokładnych obserwacji. W 1980 teleskop kosmiczny Einstein Observatory zmierzył jej zmiany aktywności w zakresie promieniowania rentgenowskiego. Kolejne obserwacje były prowadzone przy użyciu satelitów Exosat, ROSAT, ASCA, XMM-Newton i Chandra.
Ponieważ Proxima Centauri znajduje się na niebie południowym, może być obserwowana jedynie na południe od równoleżnika 27° N. Z racji tego, że gwiazda jest czerwonym karłem, świeci zbyt słabo, żeby można było zaobserwować ją gołym okiem. Nawet dla kogoś patrzącego z orbity Alfy Centauri A lub B byłaby jedynie gwiazdą czwartej lub piątej wielkości. Jej obserwowana wielkość gwiazdowa wynosi 11, co oznacza, że do jej zobaczenia potrzebny jest teleskop o aperturze co najmniej 8 cm (przy czystym niebie i gdy Proxima jest wysoko nad horyzontem).

## Charakterystyka

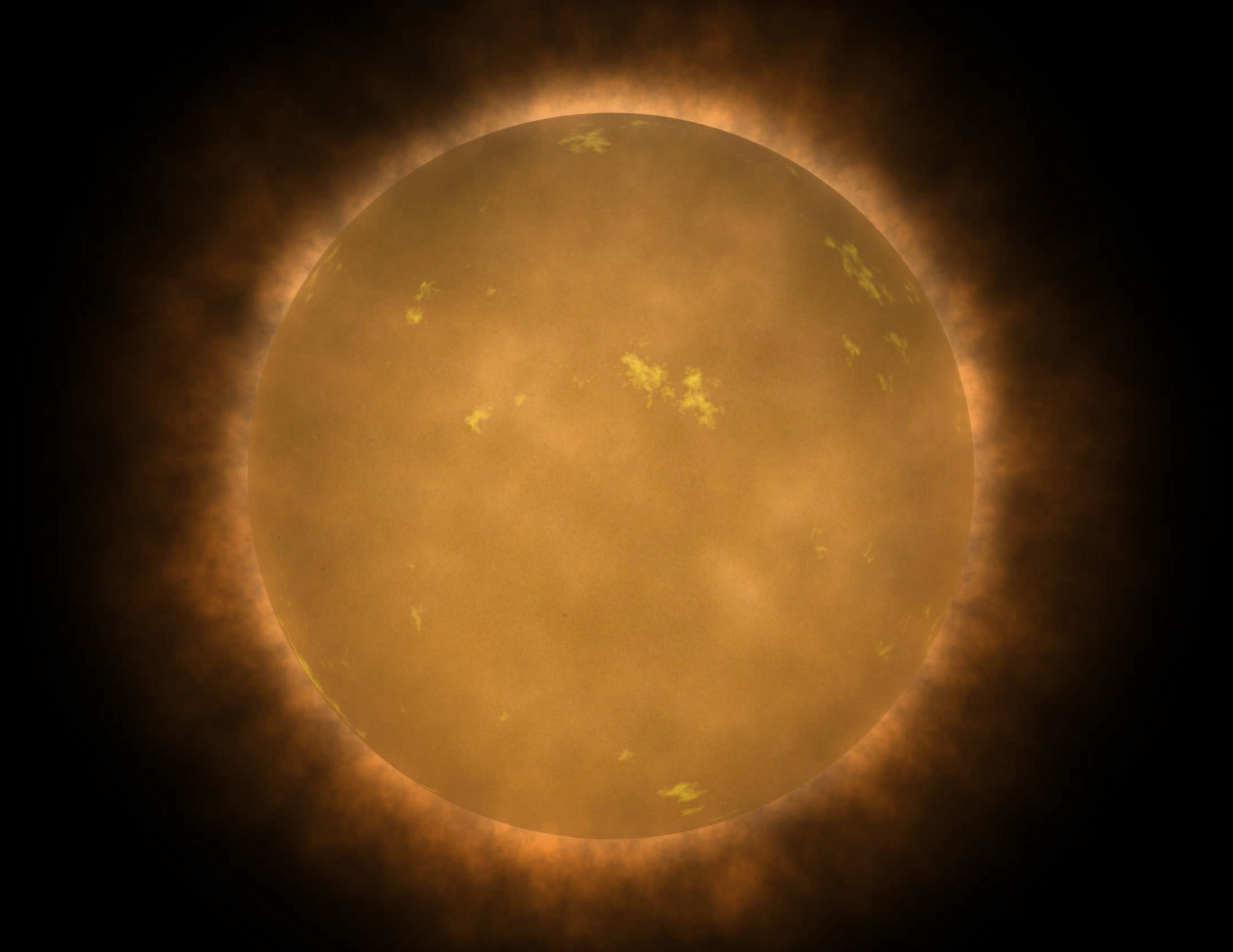
Artystyczna wizja tarczy czerwonego karła

Proxima Centauri jest klasyfikowana jako czerwony karzeł, ponieważ znajduje się w ciągu głównym na diagramie Hertzsprunga-Russella, a jej typ widmowy to M5,5. Typ ten oznacza, że jest mało masywna nawet jak na czerwonego karła. Jej jasność absolutna wynosi 15,5. Całkowita ilość wydzielanej przez nią energii na wszystkich długościach fali to 0,17% energii wydzielanej przez Słońce, ale w świetle widzialnym jej jasność to jedynie 0,0056% jasności Słońca. Ponad 85% emitowanej przez nią energii należy do podczerwieni.

Porównanie wielkości gwiazd (od lewej do prawej): Słońce, Alfa Centauri A, Alfa Centauri B i Proxima Centauri

W 2002 za pomocą Very Large Telescope zmierzono rozmiar kątowy Proximy Centauri, równy 1,02 ± 0,08 milisekundy kątowej. Ponieważ znana jest odległość do niej, wyliczono na tej podstawie jej średnicę wynoszącą około 1/7 średnicy Słońca (1,5 razy większą niż Jowisz). Szacowana masa gwiazdy wynosi 12,3% masy Słońca (129 mas Jowisza). Jej średnia gęstość wynosi zatem 56,8 g/cm³. Jest to około 40 razy więcej niż średnia gęstość Słońca wynosząca 1,409 g/cm³. Jest to zgodne z modelami ewolucji gwiazd, mówiącymi, że gęstość gwiazd ciągu głównego jest tym mniejsza, im większa jest masa gwiazdy.
Proxima Centauri ma na tyle małą masę, że jej strefa konwektywna obejmuje całą jej objętość, co oznacza, że energia wytworzona w wyniku fuzji jądrowej jest transportowana na powierzchnię przez fizyczne przemieszczanie się plazmy, a nie tylko przez promieniowanie. Ta konwekcja powoduje, że wytworzony w wyniku fuzji hel nie pozostaje w jądrze tak jak to się dzieje w przypadku Słońca, tylko jest rozprowadzany w całej objętości. W przeciwieństwie do Słońca, które w ciągu swojego istnienia przekształci w hel około 10% swojego wodoru, Proxima Centauri wypali niemal cały posiadany wodór, zanim ustaną w niej reakcje jądrowe.
Konwekcja powoduje również powstanie pola magnetycznego, które na powierzchni anihiluje wywołując gwałtowne rozbłyski. W przypadku Proximy Centauri rozbłyski te mogą osiągać rozmiary samej gwiazdy i temperaturę 27 milionów K – wystarczająco dużo, aby emitować promieniowanie rentgenowskie. W stanie uśpienia Proxima Centauri emituje w postaci promieni rentgena około 4–16 ×1019 W, czyli mniej więcej tyle co Słońce. W momencie rozbłysku moc emitowanego promieniowania może sięgać 1021 W.
Chromosfera gwiazdy jest bardzo aktywna, a jej widmo optyczne zawiera wyraźną linię emisyjną pojedynczo zjonizowanego magnezu o długości fali 280 nm. Około 88% jej powierzchni może być aktywne, co oznacza o wiele większą aktywność niż Słońca u szczytu jego aktywności. Nawet w okresach spoczynku, gdy na powierzchni nie pojawiają się żadne rozbłyski, aktywność ta zwiększa temperaturę jej korony do 3,5 miliona kelwinów (temperatura korony słonecznej sięga 2 milionów kelwinów). W porównaniu z innymi gwiazdami typu M, aktywność Proximy Centauri jest jednak uważana za niewielką. Ponieważ szacowany wiek Proximy Centauri to 4,85 miliarda lat, jest to zgodne z modelami ewolucji gwiazd, przewidującymi, że aktywność czerwonych karłów stopniowo maleje przez miliardy lat, w miarę zwalniania ich ruchu obrotowego. Aktywność Proximy Centauri wydaje się ulegać cyklicznym zmianom o okresie 442 dni, wyraźnie krótszym niż jedenastoletni cykl Słońca.
Proxima Centauri generuje stosunkowo słaby wiatr gwiazdowy, o intensywności nie większej niż 20% wiatru słonecznego. Ponieważ jest znacznie mniejsza niż Słońce, spowodowana tym utrata masy w przeliczeniu na jej powierzchnię może być jednak osiem razy większa niż u Słońca.
Czerwony karzeł o masie Proximy Centauri powinien pozostać w ciągu głównym przez około 4 biliony lat, czyli prawie 300 razy dłużej niż obecny wiek Wszechświata. W miarę zwiększania się zawartości helu będzie się stawać coraz mniejszy i gorętszy, stopniowo zmieniając barwę z czerwonej na niebieską. Pod koniec tego okresu stanie się o wiele jaśniejszy, osiągając 2,5% jasności Słońca w ciągu ostatnich miliardów lat istnienia. Gdy wodór w jej wnętrzu się wypali, Proxima Centauri zamieni się w białego karła (bez przechodzenia przez fazę czerwonego olbrzyma) i zacznie stopniowo stygnąć.

### Odległość i prędkość
Paralaksa Proximy Centauri, zmierzona za pomocą sondy Gaia, jest równa 768,50 ± 0,20 milisekund łuku. Na tej podstawie można określić, że znajduje się ona około 4,24 lat świetlnych od Ziemi, czyli około 270 000 razy dalej niż Słońce. Widziana z Ziemi odległość kątowa między Proximą Centauri a Alfą Centauri to 2,18°, czyli około 4 średnice Księżyca. Proxima ma też stosunkowo duży ruch własny, przemieszczając się po niebie o 3,85 sekundy łuku rocznie. Jej prędkość radialna w kierunku Słońca wynosi 22,4 km/s.

Wykres odległości do najbliższych gwiazd od 20 000 lat temu do 80 000 lat w przyszłość. Proxima Centauri zaznaczona na żółto.

Spośród znanych gwiazd Proxima Centauri znajduje się najbliżej Słońca od około 32 tys. lat i pozostanie najbliższa przez kolejne 33 tys. lat. Po tym czasie bliżej znajdzie się Ross 248. Obliczono, że Proxima znajdzie się najbliżej Słońca za około 26 400–26 700 lat, w odległości 2,9–3,11 roku świetlnego. Proxima Centauri krąży wokół centrum Drogi Mlecznej w odległości od 8,3 do 9,5 kpc, a ekscentryczność jej orbity wynosi 0,07.
Od momentu jej odkrycia podejrzewano, że Proxima Centauri może być częścią układu Alfa Centauri. Będąc w odległości 0,21 roku świetlnego (15 000 ± 700 jednostek astronomicznych), może wykonywać okrążenia wokół tego układu z okresem 500 000 lat lub dłuższym. Dlatego czasem określa się ją nazwą Alfa Centauri C. Współczesne pomiary, biorące pod uwagę niewielkie różnice we względnej prędkości tych gwiazd sugerują, że szansa na przypadkowe ułożenie się tych gwiazd w takiej konfiguracji wynosi około jeden do miliona. Dane z satelity Hipparcos, w połączeniu z naziemnymi obserwacjami, potwierdzają hipotezę, że te trzy gwiazdy tworzą układ związany. Proxima Centauri jest obecnie blisko apocentrum swojej orbity, punktu najdalszego od Alfa Centauri AB. Aby to potwierdzić, wymagane były dokładniejsze pomiary prędkości radialnej tych trzech gwiazd, szczególnie słabo świecącej Proximy. Pomiar ten stał się możliwy dzięki instrumentowi HARPS należącemu do ESO. W 2016 roku astronomowie wykazali z wysokim poziomem ufności, że gwiazdy te tworzą układ związany grawitacyjnie i wyznaczyli parametry orbity Proximy wokół pary Alfa Centauri AB.
Jeśli Proxima Centauri była związana z Alfą Centauri od swojego powstawania, gwiazdy te powinny mieć podobny skład chemiczny. Proxima Centauri mogła wpłynąć swoją grawitacją na proces formowania się planet w dysku protoplanetarnym, w szczególności zwiększając ilość lotnych substancji takich jak woda w wewnętrznych regionach układu. Potencjalnie może to zwiększać szanse na powstanie życia na planetach skalistych.
Zidentyfikowano sześć gwiazd, dwa układy podwójne i jeden układ potrójny gwiazd, które poruszają się w przestrzeni z prędkościami podobnymi jak Proxima Centauri i Alfa Centauri. Może to sugerować, że wszystkie stanowią gromadę gwiazd pochodzącą z jednego źródła.
Proxima Centauri jest najbliższą znaną gwiazdą, ale obserwacje teleskopów podczerwonych pozwoliły też odkryć nieznane wcześniej brązowe karły w otoczeniu Słońca. Najbliższy taki obiekt to para karłów WISE 1049-5319, odległa o 6,5 roku świetlnego, odkryta dopiero w 2013 roku.

### Układ planetarny
| Towarzyszka        | Masa minimalna [M🜨] | Okres orbitalny [d] | Półoś wielka [au]       | Ekscentryczność |
| ------------------ | ------------------- | ------------------- | ----------------------- | --------------- |
| d (prawdopodobna)  | 0,26 ± 0,05         | 5,122 +0,002−0,036  | 0,2885 +0,00019−0,00022 | 0,04 +0,15−0,04 |
| b                  | 1,173 ± 0,0086      | 11,218 ± 0,029      | 0,049 ± 0,002           | 0,1 +0,35−0,0   |
| c (kontrowersyjna) | 5,7 ± 1,9           | 1928 ± 20           | 1,48 ± 0,08             | 0,0             |

Grawitacja planet krążących wokół Proximy Centauri sprawia, że sama gwiazda również krąży wokół wspólnego środka masy. Im większa masa planety, tym silniejszy jest ten efekt. Jeśli płaszczyzna tych orbit nie jest prostopadła do kierunku, z którego ją obserwujemy, krążenie to da się zauważyć jako okresowe zmiany prędkości radialnej Proximy Centauri. W przypadku dużego nachylenia orbity, astrometria pozwala zauważyć „kołysanie się” gwiazdy. Pomiary pozwalają wykluczyć możliwość istnienia wokół tej gwiazdy planet o dużej masie. Planety o małych masach mogły uniknąć wcześniejszego wykrycia, ponieważ poziom aktywności tej gwiazdy sprawia, że dokładne pomiary jej prędkości radialnej są utrudnione.
W 1998 spektrograf zamontowany na teleskopie Hubble’a wykrył sygnały mogące stanowić dowód istnienia planety w odległości około 0,5 au. Próby zaobserwowania tej planety za pomocą Wide Field and Planetary Camera 2 zakończyły się jednak niepowodzeniem. Proxima Centauri, razem z Alfa Centauri A i B, była głównym celem obserwacji dla anulowanej Space Interferometry Mission, która mogłaby wykryć planety o masie trzech mas Ziemi, krążące w odległości dwóch jednostek astronomicznych.
W 2016 roku w czasopiśmie Nature ogłoszono odkrycie planety Proxima Centauri b o masie minimalnej ok. 1,3 M🜨 krążącej w odległości 0,0485 ± 0,0041 au. Warunki panujące na powierzchni tej planety nie są znane, ale obliczona temperatura równowagowa mieści się w zakresie, w którym na powierzchni może występować ciekła woda, a zatem planeta leży w obrębie ekosfery.

### Proxima c
Proxima Centauri c jest superziemią lub gazowym karłem o masie 7 mas Ziemi, krążącym na orbicie około 1,5 au (220 000 000 km) co 1900 dni (5,2 roku). Średnica orbity Proximy Centauri c ma się do średnicy orbity Proximy Centauri b tak jak średnica orbity Neptuna do średnicy orbity Ziemi. Ze względu na dużą odległość od Proxima Centauri jest mało prawdopodobne, aby na planecie panowały warunki sprzyjające życiu, przy niskiej temperaturze wynoszącej około 39 K. Planeta została po raz pierwszy opisana przez włoskiego astrofizyka Mario Damassa i jego współpracowników w kwietniu 2019 roku. Zespół Damassa zauważył drobne ruchy Proxima Centauri w danych dotyczących prędkości radialnej z instrumentu HARPS ESO, wskazując na możliwość dodatkowej planety krążącej wokół Proxima Centauri po znacznie dalszej orbicie, poza ekosferą W 2020 roku istnienie planety zostało potwierdzone przez dane astrometryczne teleskopu Hubble’a z ok. 1995 roku. Ewentualny bezpośredni odpowiednik obrazowania został wykryty w podczerwieni za pomocą SPHERE, ale autorzy przyznają, że „nie uzyskali wyraźnej detekcji”. Jeśli ich potencjalnym źródłem jest w rzeczywistości Proxima Centauri c, byłaby ona zbyt jasna jak na planetę o jej masie i wieku; wytłumaczeniem może być otaczający ją układ pierścieni o promieniu około 5 RJ. Jednak w 2022 roku pojawiła się praca, według której sygnał prędkości radialnej przypisywany planecie jest tylko efektem nieuwzględnienia błędów systematycznych; to wszakże nie tłumaczy detekcji innymi metodami.

### Ekosfera
Aby znajdować się w ekosferze, planeta krążąca wokół Proxima Centauri powinna utrzymywać się w odległości 0,023–0,054 au od gwiazdy, a jej okres obiegu powinien wynosić 3,6–14 dni. W tej odległości siły pływowe zsynchronizowałyby obrót tej planety, tak że byłaby ona zwrócona cały czas tą samą stroną w kierunku gwiazdy. W ten sposób jedna część planety wystawiona byłaby cały czas na światło, a druga byłaby w permanentnych ciemnościach. Obecność atmosfery mogłaby jednak umożliwić rozprowadzenie ciepła z oświetlonej strony na nieoświetloną.
Rozbłyski Proximy Centauri mogłyby zniszczyć atmosferę planety znajdującej się w tej odległości. Niektórzy astrobiolodzy spekulują, że planeta mogłaby tego uniknąć. Gibor Basri z University of California stwierdził, że jeśli planeta miałaby wystarczająco silne pole magnetyczne, mogłoby ono chronić atmosferę przed rozbłyskami. Nawet powolna rotacja planety obracającej się synchronicznie wystarczałaby do wygenerowania pola magnetycznego, jeśli tylko jądro planety pozostałoby stopione. Inni naukowcy, w szczególności zwolennicy hipotezy rzadkiej Ziemi, nie zgadzają się z tym poglądem. Peter D. Ward napisał, że tak powolny obrót sprawiałby, że planeta miałaby słabe pole magnetyczne, przez co koronalne wyrzuty masy z gwiazdy łatwo niszczyłyby jej atmosferę. Wyniki badań z 2017 roku przeprowadzonych przez interferometr radiowy ALMA wskazują na występowanie rozbłysków tak silnych, że uniemożliwiają istnienie warunków odpowiednich do istnienia życia.

## Lot międzygwiezdny

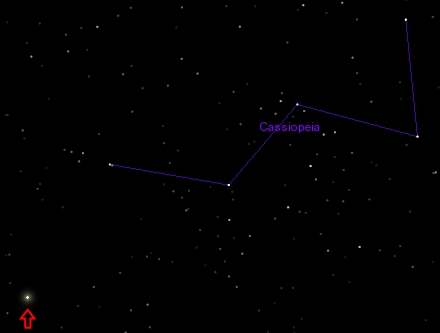
Słońce oglądane z systemu Alfa Centauri (obraz z programu Celestia).

Proxima Centauri była proponowana jako pierwszy cel lotu międzygwiezdnego. Choć sondy programu Voyager mają jako pierwsze wejść w przestrzeń międzygwiezdną, poruszają się one stosunkowo powoli, z prędkością ok. 17 km/s (około 61 tysięcy kilometrów na godzinę). Oznacza to, że przebycie jednego roku świetlnego zajmie im ponad 10 tysięcy lat. Dla porównania Proxima Centauri aktualnie zbliża się do naszego układu z prędkością 22,4 km/s. Zbliży się jednak jedynie na 3,11 roku świetlnego i za 26 700 lat zacznie się oddalać. Dlatego powoli poruszające się sondy miałyby tylko kilkadziesiąt tysięcy lat na osiągnięcie Proximy Centauri w czasie jej zbliżenia i mogłyby jej nie dogonić, gdy zacznie się ona oddalać.
Przy użyciu współczesnych niejądrowych napędów, podróż do układu Proximy Centauri zajęłaby prawdopodobnie tysiące lat. Silnik nuklearny umożliwiłby dotarcie do niej w czasie poniżej stu lat. Był on rozważany kolejno w niezrealizowanych programach Orion (1955), Dedal (1978) i Longshot (1988).
Celem ogłoszonego w 2016 roku projektu Breakthrough Starshot jest skonstruowanie mikropróbników rozpędzanych przez lasery o mocy około 100 gigawatów. Po osiągnięciu prędkości równej około 20% prędkości światła w próżni, mikropróbniki mogłyby dotrzeć do układu Alfa Centauri w czasie 20 lat.
Z orbity Proximy Centauri Słońce byłoby jasną gwiazdą o wielkości 0,4, zlokalizowaną w gwiazdozbiorze Kasjopei.
Poniższa tabela przedstawia potencjalny czas lotu na Proximę Centauri (z założeniem, że poszczególne maszyny będą lecieć regularnie ze swoją maksymalną prędkością oraz że odległość pomiędzy układem słonecznym a Proximą będzie stale wynosić 40 bln km):
| Rodzaj statku lub napędu                                   | Maksymalna prędkość | Przybliżony czas podróży |
| ---------------------------------------------------------- | ------------------- | ------------------------ |
| samolot pasażerski Boeing 747                              | 980 km/h            | 4,6 miliona lat          |
| X-43 – najszybszy samolot świata                           | 11 300 km/h         | 404 000 lat              |
| prom kosmiczny                                             | 28 000 km/h         | 163 000 lat              |
| Apollo 11                                                  | 38 000 km/h         | 120 000 lat              |
| silnik plazmowy                                            | 50 km/s             | 25 000 lat               |
| silnik jonowy                                              | 80 km/s             | 16 000 lat               |
| silnik nuklearny, osiągający 5% prędkości światła w próżni | 15 000 km/s         | 84 lata                  |
| mikrosondy, osiągające 20% prędkości światła w próżni      | 60 000 km/s         | 20 lat                   |
| światło (dla porównania)                                   | 300 000 km/s        | 4,22 roku                |

## Odniesienia w kulturze
Ze względu na bliskie względem Ziemi położenie i potencjalną dostępność dla lotu międzygwiezdnego, Proxima Centauri często pojawia się w utworach pisarzy science fiction, bądź jako cel pierwszych wypraw międzygwiezdnych ludzi, bądź też jej układ planetarny jest miejscem akcji lub siedliskiem pozaziemskiej cywilizacji, z którą ludzkość wchodzi w interakcje. Jednym z pierwszych takich utworów jest nowela Proxima Centauri Murraya Leinstera, wydana w 1935 roku. W powieści Stanisława Lema Obłok Magellana ziemscy astronauci w trakcie wyprawy odwiedzają układ planetarny Proxima Centauri. Podobnie motyw Proximy Centauri wykorzystywali w swej twórczości m.in. Philip K. Dick i Harry Harrison. Inną powieścią mówiącą o wyprawie do Alfy Centaura jest trylogia Krzysztofa Borunia i Andrzeja Trepki, złożona z części Zagubiona przyszłość, Proxima i Kosmiczni bracia, napisana we wczesnych latach 50. 